# Терапия наследственных заболеваний
Терапия наследственных заболеваний — комплекс средств и методов коррекции и предотвращения наследственных заболеваний. Включает методы метаболомики, генотерапии, диетотерапии и др.

## Симптоматическое лечение
Наследственным заболеваниям свойственны различные клинические проявления, и их лечение во многом является симптоматическим. Отдельные нарушения метаболизма исправляют назначением специальных диет, направленных на уменьшение токсических веществ в организме, накопление которых обусловлено мутациями в определённых генах. Например, при фенилкетонурии назначают безаланиновую диету.
Для ослабления симптомов наследственных болезней, связанных с дефектом определённого белка, вводят внутривенно такую его функциональную форму, которая не вызывает иммунной реакции. Такая замещающая терапия применяется при лечении гемофилии, тяжёлого комбинированного иммунодефицита и др. Иногда для компенсации определённых утраченных функций проводят трансплантацию костного мозга и других органов. Существующая терапия в подавляющем большинстве случаев мало эффективна, а само лечение следует проводить многократно, несмотря на его высокую стоимость. Так же существуют малоизученные неизлечимые болезни.Одна из них — Фибродисплазия

## Генная терапия
Принципиально новым методом, эффективным и направленным на уничтожение генетической причины наследственного заболевания, является генотерапия. Суть метода генотерапии — введение нормальных генов в дефектные соматические клетки.
Концепция генной терапии заключатся в том, что наиболее радикальным способом борьбы с разного рода заболеваниями, вызываемыми изменениями генетического содержания клеток, должна быть обработка, направленная непосредственно на исправление или уничтожение самой генетической причины заболевания, а не её следствий.
В связи с тем, что генная терапия представляет собой новое направление медицинской генетики, а болезни, которые пытаются лечить этим способом, очень разнообразны, создано множество оригинальных методических подходов к этой проблеме. В настоящее время исследования по генотерапии в основном направлены на коррекцию генетических дефектов соматических, а не половых клеток, что связано с чисто техническими проблемами, а также из соображений безопасности.